# Drawback
Il drawback è un'agevolazione fiscale con lo scopo di impedire che i dazi doganali gravino sulle materie prime, con un conseguente aggravio dei costi per l'imprese nazionali. Quindi lo Stato può rimborsare il dazio pagato su di esse se e quando il prodotto finito viene riesportato.

## Nel mondo

### Brasile
I beni che sono compresi in questo regime sono:
- Le materie prime;
- I prodotti destinati all'imballaggio;
- Gli animali destinati alla macellazione;
- I prodotti semi-lavorati;
- I componenti di macchinari e veicoli.

Le operazioni che possono essere fatte sui beni importati per poter poi applicare il Drawback sono :
- Trasformazione del prodotto partendo dalla materia prima per l'ottenimento di un nuovo bene;
- Lavorazione che permettono modifiche sia dal punto di vista apparente che di utilità del prodotto;
- Assemblaggio con altri componenti per ottenere un nuovo prodotto;
- Confezionamento del prodotto se ha subito delle lacerazioni e questo comporta un'alterazione della presentazione del prodotto.

Ci sono varie tipologie di Drawback:
1. Generico: consiste nella descrizione dei prodotti e nell'indicazione del loro valore totale;
2. Senza copertura cambiale: riguarda le importazioni che non hanno una copertura cambiale;
3. Intermedio: l'importazione viene effettuata da una terza parte che utilizzerà il bene per poi cederlo ad un'azienda che darà origine al prodotto finale;
4. Di imbarco: l'importazione è destinata alla produzione di imbarcazioni vendute sul mercato europeo comune;
5. Di fornitura al mercato europeo comune: sono tutte le materie prime, i semilavorati destinati all'utilizzo sul mercato interno;
6. Integrato: i prodotti sono acquistati sia sul mercato interno che su quello estero;
7. Verde-amarelo: il bene che poi verrà esportato è stato prodotto con beni importati;
8. Coltivazione di prodotti agricoli o allevamento degli animali: riguarda l'importazione della materia prima utilizzata poi nella coltivazione o nell'allevamento degli animali che vengono prodotti per l'esportazione come per esempio: cotone, gamberi, pollo, maiale ecc...

Il monitoraggio di tutte queste operazioni di drawback è effettuato elettronicamente attraverso Segreteria per il Commercio Estero (Secex) e il Sistema Integrato del Commercio Estero (SISCOMEX).
L'agenzia delle entrate brasiliana ed il Secex ha recentemente applicato una normativa che sospende dei particolari tributi. Cioè l'imposta di importazione (II), l'imposta sui prodotti industrializzati (IPI) e tutti i contributi PIS/PASEP e COFINS.
La sospensione è per un anno, ma può essere prorogata.